# هویتزر جی۵
هویتزر جی۵ یک هویتزر خودکششی ساخت آفریقای جنوبی با کالیبر ۱۵۵ میلی‌متری است که در آفریقای جنوبی توسط شرکت دنل سیستمز (Denel Land Systems) ساخته شده‌است. طراحی جی۵ بر اساس جنگ‌افزار ۱۵۵ میلی‌متری کانادایی جی‌سی-۴۵ (GC-45) بود که به‌شدت برای شرایط جنوب آفریقا اصلاح شد.

## پیشینهٔ عملیاتی
هویتزر جی۵ در جنگ مرزی جنوب آفریقا بین سال‌های ۱۹۸۶ و ۱۹۸۹ در آنگولا و نامیبیا مورد استفادهٔ نیروی دفاعی آفریقای جنوبی بود. جی۵ برای نخستین بار در عملیات آلفا قنطورس در سال ۱۹۸۶ به‌صورت عملیاتی مورد استفاده قرار گرفت. جی۵ همچنین در جنگ ایران و عراق بین سال‌های ۱۹۸۰ و ۱۹۸۸ هم توسط عراق و هم ایران مورد استفاده قرار گرفت.

## نسخه‌ها
- G5 Mk I
- G5 Mk II
- G5 Mk III
- G5 Mk IIIA
- G5-2000: اسلحهٔ کالیبر ۵۲

## کاربران

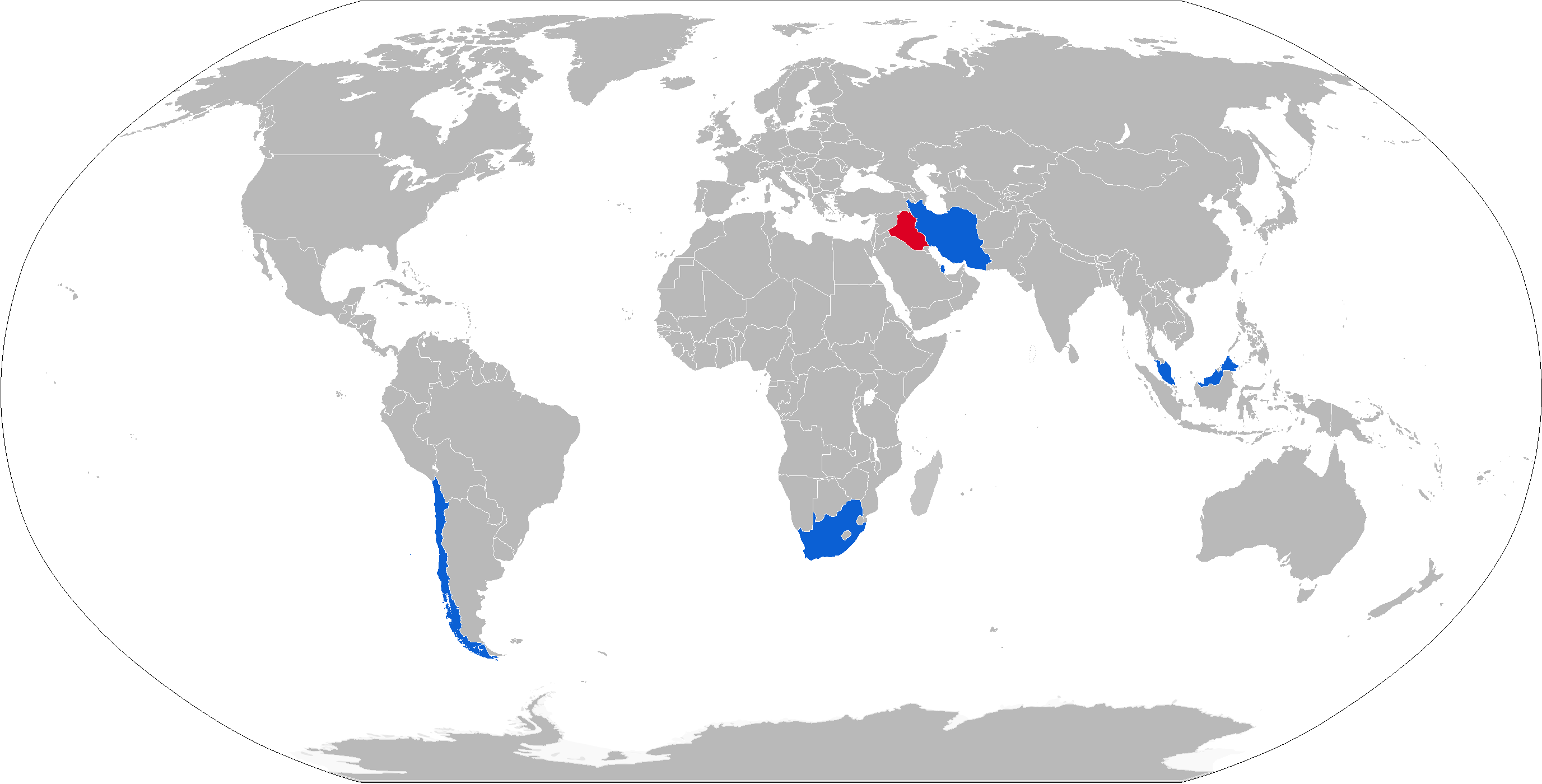
نقشهٔ کاربران کنونی هویتزر جی۵ به‌رنگ آبی و کاربران پیشین، به‌رنگ قرمز

### کاربران کنونی
- ایران: ۳۰[۴]
- لیبی: ۶ (احتمالا در گذشته از امارات متحده عربی به خلیفه حفتر اهدا شدند)[۵]
- مالزی: ۲۸[۶][۴]
- آفریقای جنوبی: ۷۲ دستگاه در حال خدمت است.[۷][۴]

### کاربران پیشین

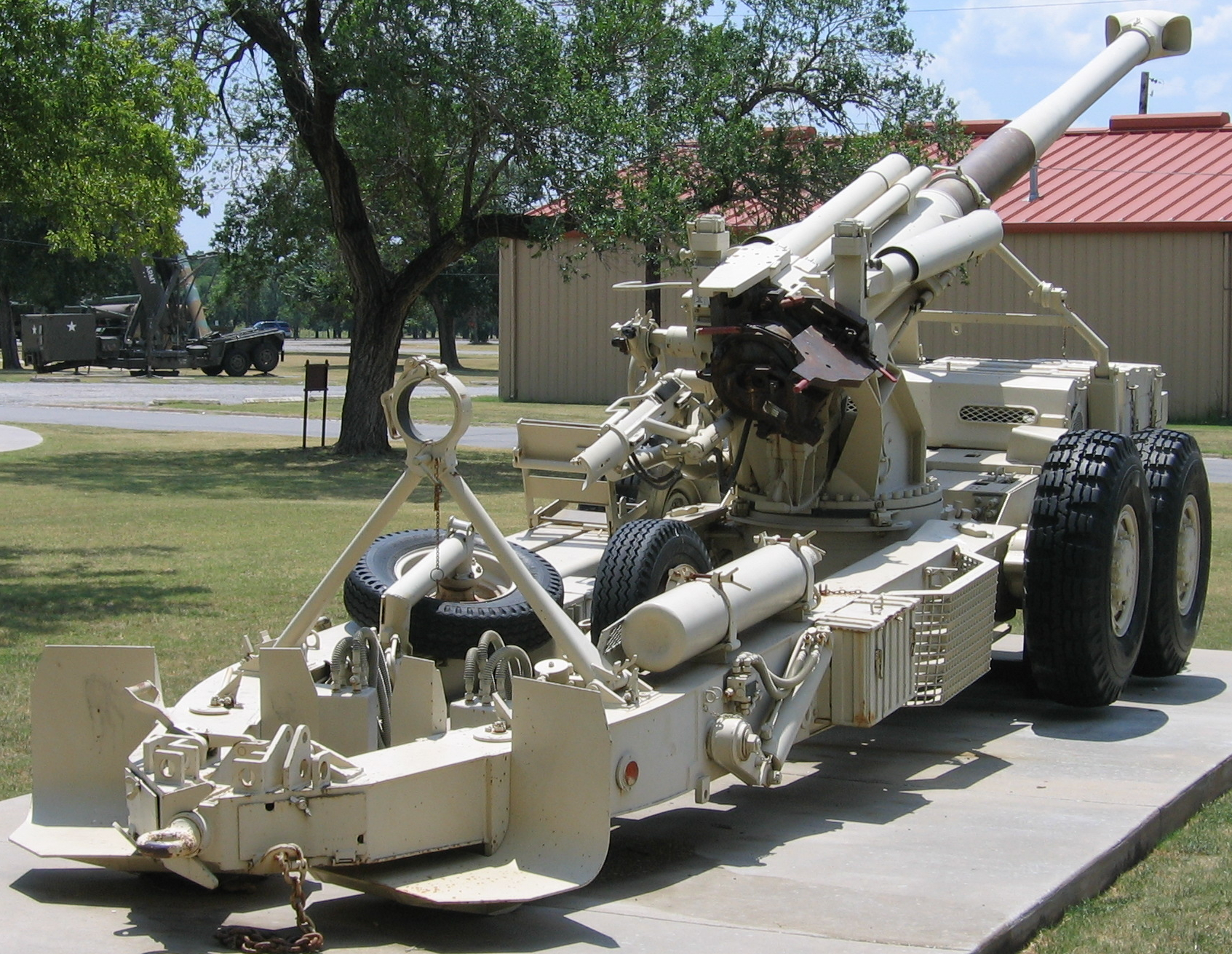
یک جی۵ سابقاً متعلق به عراق در موزهٔ توپخانهٔ میدانی ارتش ایالات متحده، فورت. سیل، اکلاهما

- عراق: دارای حدود ۱۰۰ دستگاه بود که تمامی آن‌ها در پی تهاجم به عراق در سال ۲۰۰۳ منهدم یا رها شدند.[۴]
- قطر: ۱۲[۸][۴]
- امارات متحده عربی: ۶ (به لیبی اهدا شدند)[۹]